# Plaisir d'offrir, joie de recevoir
 (février 2024).
Si vous disposez d'ouvrages ou d'articles de référence ou si vous connaissez des sites web de qualité traitant du thème abordé ici, merci de compléter l'article en donnant les références utiles à sa vérifiabilité et en les liant à la section « Notes et références ».
Albums de Éric Lareine
L'Ampleur des dégâts
(1994)
Plaisir d'offrir, joie de recevoir est le premier album d'Éric Lareine, paru en 1992.

## Titres
Tous les textes sont d'Éric Lareine. Les musiques sont composées par Mino Malan et Mingo Josserand, sauf indication contraire.
| No  | Titre             | Compositeur(s)  | Durée |
| --- | ----------------- | --------------- | ----- |
| 1.  | Chapitre un       |                 | 2:53  |
| 2.  | 7 Z'erreurs       |                 | 4:40  |
| 3.  | Vertu rouge       |                 | 3:45  |
| 4.  | Salinas           |                 | 6:08  |
| 5.  | Les F... de putes |                 | 3:20  |
| 6.  | Pin-Pon           |                 | 2:45  |
| 7.  | Le Marin          |                 | 5:10  |
| 8.  | Le Facteur        |                 | 3:20  |
| 9.  | Tu l'fais exprès  |                 | 5:30  |
| 10. | Déménagement      | Mingo Josserand | 3:45  |
| 11. | Jus de pêche      |                 | 3:22  |
| 12. | Black Girl        | Traditionnel    | 7:20  |

## Musiciens
- Éric Lareine : chant, harmonicas
- Mingo Josserand : claviers
- Mino Malan : batterie, percussions
- Françoise Guerlin : chant, chœurs
- Franck Grimaud : violon, banjo
- François Corneloup : saxophones
- Olivier Caron : trombone
- Pierre Raynaud : trompette
- Sylvain Roux : flûte piccolo
- Michel Macias : accordéon

## Production
- Arrangements : Mingo Josserand & Mino Malan
- Prise de son : Michel Eskenazi, Nicolas Jobet (pistes 3, 7-9)
- Mixage : Mingo Josserand, Philipe Olivier (pistes 3, 7-9)
- Production : Philippe Larguier (Turbulences)
- Crédits visuels : Dominique Chauvet (photo),Véronique Lacaze et Guy de GuGlielmi (maquette)